# Унтераар (льодовик)
Льодовик Унтераар (нім. Unteraargletscher) розташований в муніципалітеті Гуттанен у Бернських Альпах в кантоні Берн, Швейцарія. Він є більшим з двох льодовиків — витоків річки Ааре в Бернському високогір'ї.

## Опис
В 1973 році його площа складала 29,48 км² при довжині 12,95 км (з притоками). До 2013 року його довжина скоротилась більш ніж на 1 км..
Льодовик бере свій початок зі злиття льодовиків Фінстераар (нім. Finsteraargletscher) та Лаутераар (нім. Lauteraargletscher) (дивись Аарські льодовики) на так званому «повороті» та тече бл. 6 км у східному напрямку до озера Грімзелзее в верхів'ї долини Гаслітал.
Язик льодовика закінчується на 400 метрів нижче, ніж язик льодовика Обераар.

## Історія
Сьогоднішні льодовики Унтераар та його чистіший північний рукав Лаутераар вже з часів бароко були популярними об'єктами Швейцарії. А з 1827 року стали першим об'єктом дослідження нової галузі науки — гляціології. Тут працювали Франц Йозеф Хугі та, з 1840 р., Луї Агассіс.
Замальовка Йозефа Беттан'є показує, що вже в 1840 році льодовик Унтераар мав непривабливу для туристів, але дуже цікаву для науковців серединну морену.
Також, в минулі часи на льодовику Унтераар лежав великий уламок скелі, який замалював Каспар Вольф в 1775 або 1776 році, та який з 1840 року слугував науковцям притулком під назвою «Hotel des Neuchatelois». Сьогодні цей уламок скелі потонув у озері Грімзелзее внаслідок руху та танення льодовика.

## Галерея

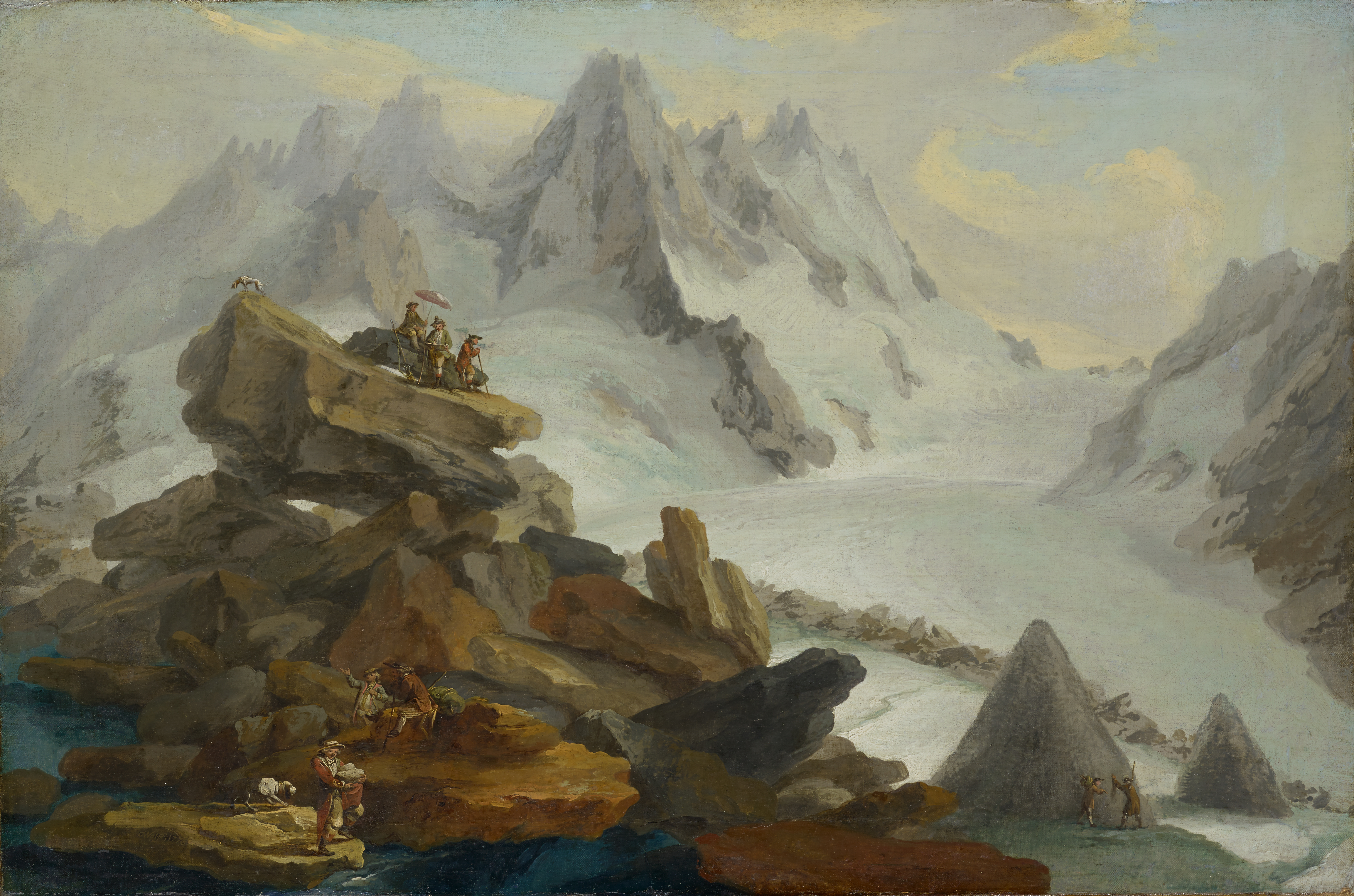
Каспар Вольф, Льодовик Лаутераар, 1776
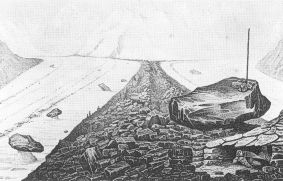
Йозеф Беттан'є, „Glacier inférieur de l'Aar", в „Études sur les glaciers" Луї Агассіса, 1840
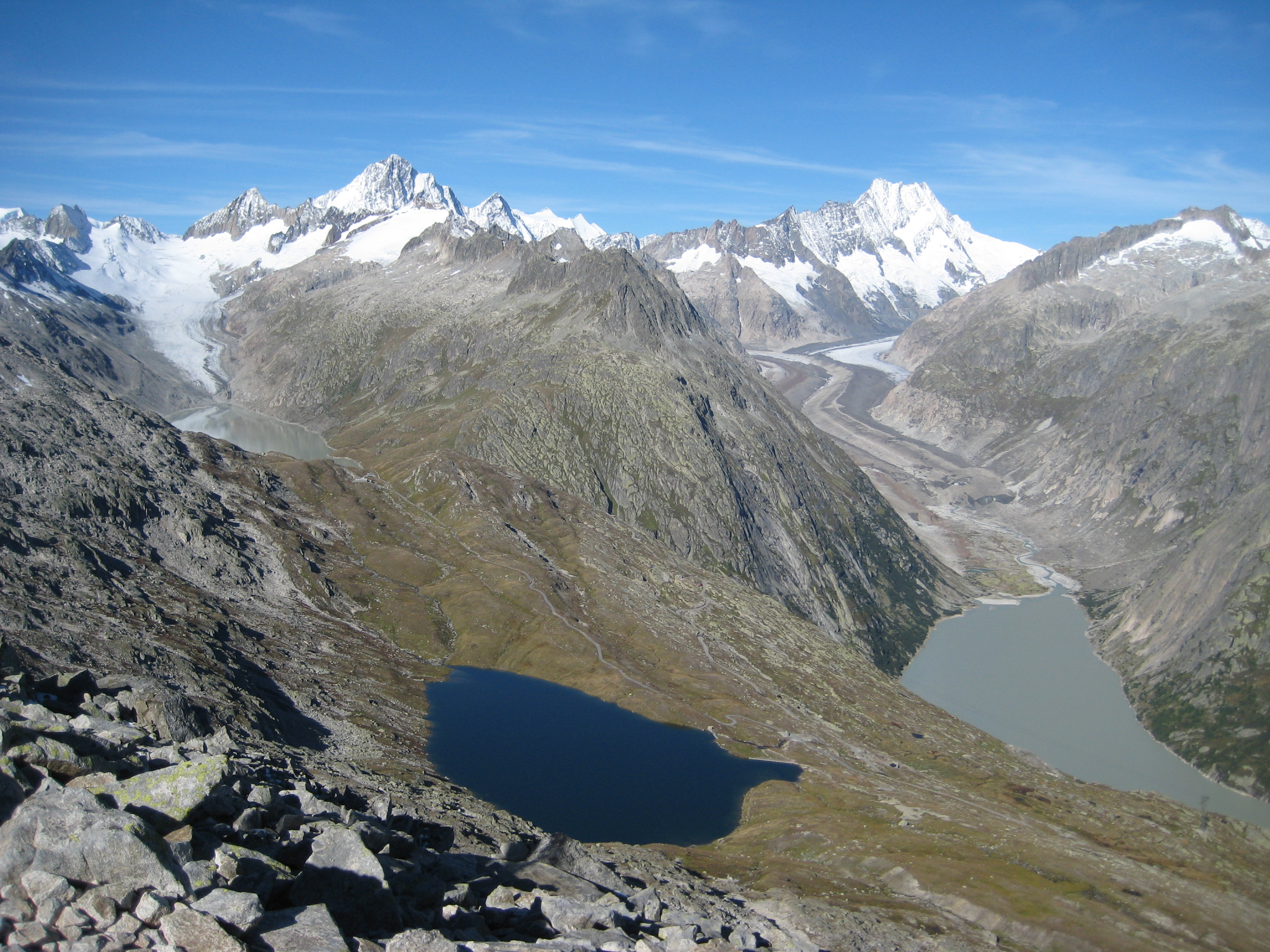
Льодовики Обераар (зліва) та Унтераар (справа), темно-синє озеро на передньому плані - Трібтензее